# Mohammadije-je Olja
Mohammadije-je Olja (pers. محمديه عليا) – wieś w Iranie, w ostanie Hamadan. W 2006 roku miejscowość liczyła 129 mieszkańców w 37 rodzinach.